# Marcus Vettius Bolanus (Konsul 111)
Marcus Vettius Bolanus (* vor 79; † nach 111) war ein römischer Senator und consul ordinarius im Jahr 111.
Bolanus war der gleichnamige ältere Sohn von Marcus Vettius Bolanus (Konsul 66), der wohl erst in den 70er Jahren heiratete. Bolanus wurde spätestens 78 n. Chr. geboren, jedenfalls kurz vor seinem jüngeren Bruder Crispinus, wie Statius schreibt. Anders als Edmund Groag halten Anthony R. Birley, Ronald Syme und Werner Eck beide für Brüder, jedoch nicht für Zwillingsbrüder, wie Rudolf Hanslik meinte. Das widerlegt Peter White u. a. mit dem Hinweis auf den schon geleisteten Militärdienst des Älteren. Vettius Bolanus, der Sohn eines Patriziers, hatte damit eine Voraussetzung für den Eintritt in den cursus honorum erfüllt.
Für das Jahr 111 wurde ihm in der Regierungszeit Trajans zusammen mit Gaius Calpurnius Piso der consulatus übertragen.